# Diego Aliprandi
Diego Aliprandi Barone di Nocciano (Penne, 29 marzo 1819 – Penne, 29 novembre 1910) è stato un politico italiano.

## Biografia

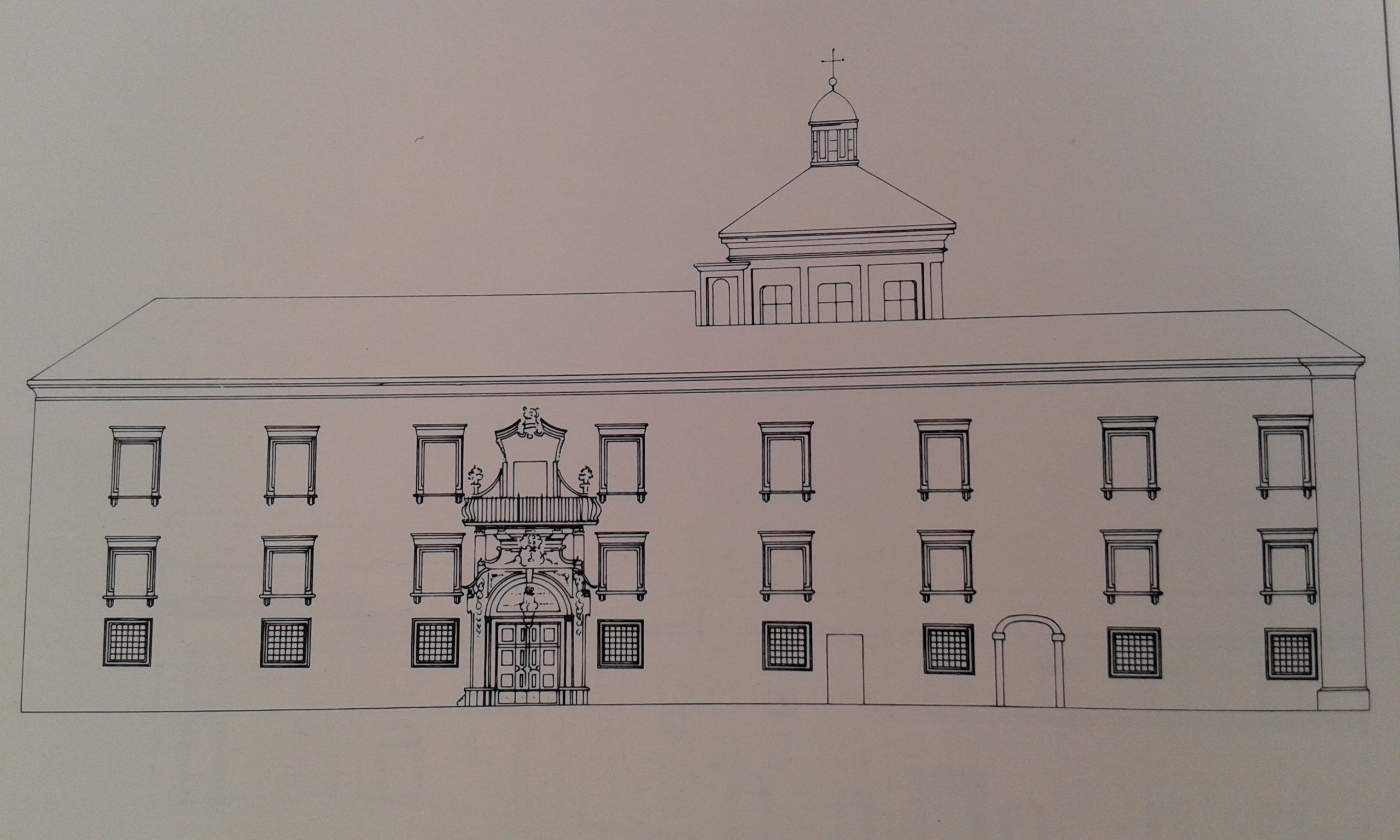
Il Palazzo Aliprandi di Penne

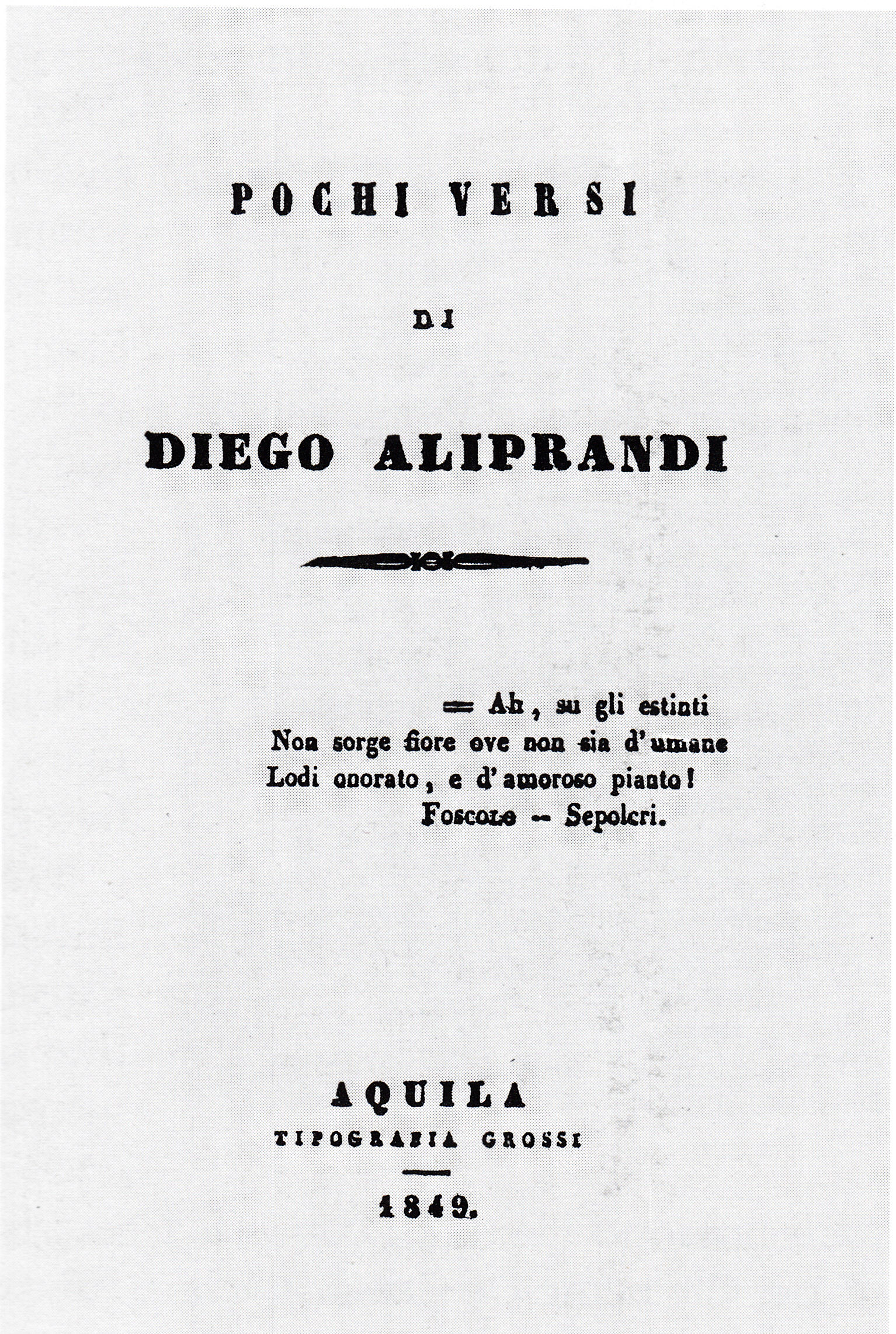
Un'opera scritta dal barone Diego Aliprandi

Esponente di spicco della nobiltà pennese ottocentesca, discendeva da un ramo del casato Aliprandi che si stabilì a Penne all'epoca di Margherita d'Austria.
Era figlio del barone Domenico Aliprandi e di Clorinda Castiglione dei Marchesi di Poggio Umbricchio.
Ebbe come residenza ufficiale il Palazzo Aliprandi di Penne, somigliante internamente a quello Chiablese di Torino e lo arricchì con le sue collezioni (tele, ceramiche di Castelli e monete rare).
Fu di idee monarchiche e liberali e nel 1837 prese parte alla Rivolta Pennese, entrando nella Giunta rivoluzionaria che ripristinava la Costituzione di Palermo del 1820.
Nel 1842 rifece a proprie spese la Porta Ringa a Penne e la intitolò a Ferdinando II delle Due Sicilie per ricucire i rapporti col sovrano dopo i fatti del 1837.
Dal 1847 al 1848 fu Sindaco di Penne.
Nel 1854 sposò la nobile Caterina de Sterlich dei marchesi di Cermignano, dalla quale ebbe quattro figli che morirono tutti in giovane età: Diego (nato a Napoli il 6 giugno 1855 e deceduto ivi suicida nel 1873), Odoardo (Napoli 21 maggio 1857 - Penne 11 luglio 1878), Adelaide (nata a Napoli il 3 novembre 1860 e deceduta di tifo a Penne il 26 marzo 1878) e Domenico morto infante.
Nel 1862 ospitò nel suo Palazzo di Penne il poeta trentino Giovanni Prati.
Nel novembre 1865 fu eletto al Parlamento Italiano per la IX legislatura e sedette a sinistra, conservando sempre una certa autonomia nelle decisioni. Cinque anni dopo fu rieletto per la X legislatura.
Nel 1874 fu ancora rieletto deputato in Parlamento per la XII legislatura. 
Fondò la Società Operaia di Penne il 16 marzo 1876. 
Fu rieletto deputato al Parlamento nel maggio 1880 per la XIII legislatura. 
Ultimo rappresentante della famiglia Aliprandi di Penne, adottò e lasciò erede del suo patrimonio il nipote Diego de Sterlich Aliprandi.